# Fryderyk V (margrabia Badenii-Durlach)
Fryderyk V (ur. 6 lipca 1594 r., zm. 8 września 1659 r. w Durlach) – margrabia Badenii-Durlach od 1622 r. z dynastii Zähringen. 

## Życiorys

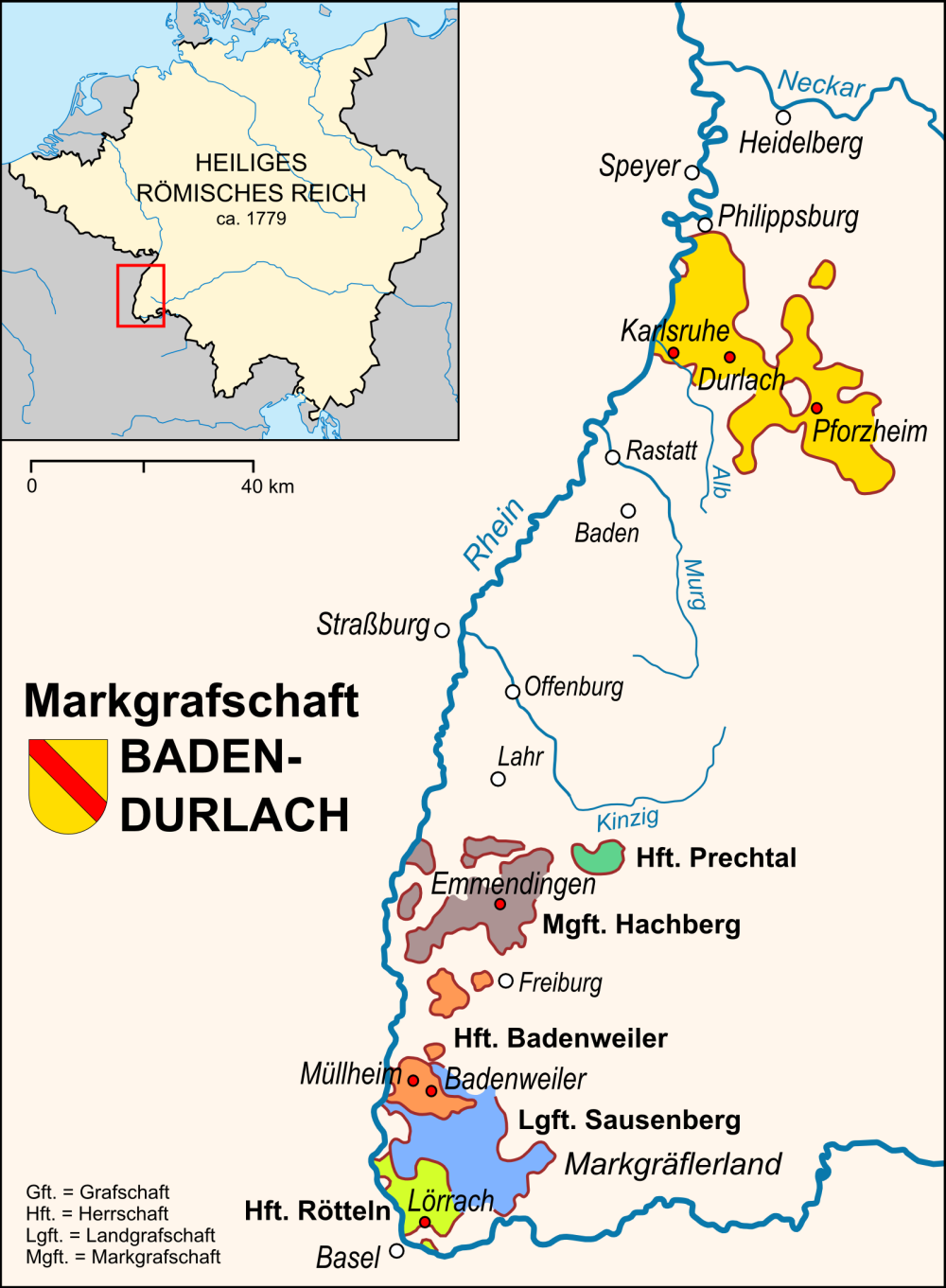
Ziemie margrabiów Badenii-Durlach od XVI do XVIII w.

Fryderyk był najstarszym synem margrabiego Badenii-Durlach Jerzego Fryderyka i jego pierwszej żony Juliany Urszuli, córki Fryderyka, hrabiego Salm-Neufville. Rządy w margrabstwie objął w 1622 r. po abdykacji ojca, wyruszającego na wojnę przeciwko cesarzowi Ferdynand II Habsburgowi. Wobec klęski ojca margrabstwo zostało splądrowane przez wojska cesarskie, margrabiom Badenii-Durlach odebrano też margrabstwo Baden-Baden, zagarnięte w końcu XVI w. przez stryja Fryderyka, Ernesta Fryderyka; cesarz oddał je kuzynowi Fryderyka Wilhelmowi (synowi ostatniego margrabiego Baden-Baden, Edwarda Fortunata). 
W 1622 r. Fryderyk udał się do szwagra, księcia Wirtembergii Jana Fryderyka, a w kolejnym roku doprowadził do wycofania się z Badenii-Durlach wojsk pladrujących to księstwo. Jednak już w 1624 r. do księstwa Fryderyka ponownie wkroczyły wojska cesarskie. Ponadto, w 1627 r. nakazano Fryderykowi zapłatę na rzecz Wilhelma sumy 380 tysięcy guldenów jako odszkodowania za okupację Baden-Baden. Fryderyk udał się wtedy do Wiednia i prosił cesarza o uwolnienie swego kraju od wojsk Habsburgów oraz o redukcję zasądzonej na rzecz kuzyna wielkiej kwoty z uwagi na ogromne zniszczenia jego dóbr. Cesarz wyraził zgodę pod warunkiem zmiany religii przez Fryderyka z luterańskiej na katolicką, czego Fryderyk odmówił. Ponieważ nie mógł zebrać zasądzonej kwoty, w 1629 r. zawarł układ z Wilhelmem, zgodnie z którym oddał mu część księstwa. Na dodatek w tym samym roku cesarz ogłosił edykt restytucyjny nakazujący zwrot dóbr zagarniętych Kościołowi katolickiemu w dobie reformacji, a na początku 1631 r. przysłał do Badenii-Durlach swoich wysłanników w celu wprowadzenia go tam w życie.
W efekcie Fryderyk opowiedział się w wojnie trzydziestoletniej po stronie króla szwedzkiego Gustawa II Adolfa i dzięki obecności jego wojsk na powrót opanował swoje księstwo. Jednak już w 1632 r. do Badenii-Durlach wkroczyły wojska cesarskie i oddały ją w okupację katolickiemu i prohabsburskiemu kuzynowi Fryderyka, Wilhelmowi z Baden-Baden. Z kolei w 1633 r. kanclerz szwedzki Axel Oxenstierna spełnił prośbę Fryderyka i nadał mu nie tylko władzę w Baden-Baden, ale także habsburskie posiadłości w Badenii i dowództwo nad oddziałami protestanckimi w Bryzgowii. Jeszcze w tym roku Fryderyk zdołał opanować przyznane mu ziemie, ale wojna trwała nadal ze zmiennym szczęściem, a księstwo Fryderyka było pustoszone przez oddziały cesarskie. Po szwedzkiej klęsce w bitwie pod Nördlingen we wrześniu 1634 r. cała Badenia została zajęta przez Habsburgów. Fryderyk musiał uciekać do Bazylei, a cesarz dużą część jego księstwa oddał Wilhelmowi z Baden-Baden, sam zaś zajął Durlach.
Katolickie rządy w Badenii-Durlach usuwały protestanckich duchownych, a Fryderyk stojąc po stronie Szwedów i Francuzów nie ustawał w próbach odzyskania swego dziedzictwa. Podczas rozmów pokojowych żądał przywrócenia stanu z 1618 r., tj. oddania mu zarówno Badenii-Durlach, jak i Baden-Baden. W 1647 r. cesarz Fryderyk III Habsburg postanowił, że Baden-Baden pozostanie pod władzą Wilhelma, natomiast unieważnione zostaną niekorzystne dla Fryderyka układy z 1627 r. i 1629 r. dotyczące zapłaty na rzecz Wilhelma wielkiego odszkodowania oraz odstąpienia mu części księstwa. Ponadto Fryderyk zrezygnował z dóbr Habsburgów przyznanych mu przez Szwedów. 
W wyniszczonej wojną Badenii-Durlach Fryderyk podjął energiczne działania w celu usunięcia efektów edyktu restytucyjnego – katoliccy zakonnicy musieli opuścić księstwo, dobra klasztorne ponownie sekularyzowano, a do kraju powracali protestanccy duchowni. Aby przywrócić porządek w kraju, w 1654 r. opublikował zbiór prawa krajowego. Przejął, mimo kłopotów, dobra Hohen-Geroldseck, odziedziczone po swojej czwartej żonie. W swoim testamencie zakazał dzielenia kraju między spadkobierców – tylko najstarszy syn umierającego margrabiego miał sprawować władzę. 

## Rodzina
Fryderyk był pięciokrotnie żonaty. Pierwszą żoną była Barbara (ur. w 1593 r.), córka księcia Wirtembergii Fryderyka I. Z tego związku pochodziło ośmioro dzieci:
- Fryderyk VI (1617–1677), następca ojca jako margrabia Badenii-Durlach,
- Juliana (1618–1623),
- Sybilla (1620–1679),
- Karol Magnus (1621–1658),
- Barbara (1622–1639),
- Joanna (1623–1661), żona szwedzkiego marszałka Johana Banéra, a następnie hrabiego Thurn-Valsassina Henryka Mateusza,
- Fryderyka (1625–1645),
- Krystyna (1626–1627).

Barbara zmarła w maju 1627 r. W tym samym roku, 8 grudnia, Fryderyk poślubił Eleonorę (ur. w 1605 r.), córkę hrabiego Solms-Laubach Albrechta Ottona I. Z tego małżeństwa pochodziły troje dzieci:
- Anna Filipina (1629–1629),
- Eleonora (1630–1630),
- Bernard Gustaw (1631–1677), kardynał.

Eleonora zmarła w lipcu 1633 r. Fryderyk jeszcze trzykrotnie potem wstępował w związki małżeńskie, tym razem bezdzietne:
- w listopadzie 1633 r. z Marią Elżbietą (1608–1643), córką hrabiego Waldeck-Eisenberg Wolrada IV,
- w lutym 1644 r. z Anną Marią (1593–1649), córką Jakuba z Hohen-Geroldseck, wdową po hrabim Solms-Rödelheim-Assenheim Fryderyku,
- w maju 1652 r. z Elżbietą Euzebią (zm. 1676), córką hrabiego Fürstenberga Krzysztofa II.